# 棕櫚貍亞科
棕櫚貍亞科（学名：Paradoxurinae）又名椰子猫亚科，是食肉目靈貓科的一個亞科，1864年由約翰·愛德華·格雷首次描述。